# 192e groupe de reconnaissance de division d'infanterie
Le 192e groupe de reconnaissance de division d'infanterie (192e GRDI) est une unité militaire française de la Seconde Guerre mondiale.

## Organisation
De type spécial Levant, le 192e GRDI était composé de :
- un état major et le peloton de commandement,
- un escadron hors rang (EHR),
- groupe d’escadrons hippomobile :
  - 1er escadron à cheval,
  - 2e escadron à cheval.
- l'escadron d'automitrailleuses (équipé de White modèle 1917[2]),
- un peloton de mitrailleuses,
- un peloton de canons de 25.

Le 192e GRDI est affecté à la 192e DI, sous les ordres du général Sarrade, qui comprend également le 6e régiment étranger d'infanterie, le 17e régiment de tirailleurs sénégalais, la 10e demi-brigade nord-africaine (un bataillon du 6e régiment de tirailleurs algériens, un bataillon du 7e régiment de tirailleurs algériens et un bataillon du 1er régiment de tirailleurs marocains), un groupe du 41e régiment d'artillerie coloniale, un groupe du 80e régiment d'artillerie nord-africaine et divers services. 

## Historique
- 5 octobre 1939 : Création du 192e GRDI avec un groupe d'escadrons du 1er RSM, le 3e escadron du 8e groupe d'automitrailleuses et un escadron de Tcherkesses. La mise en place a lieu au dépôt de cavalerie d'Alep et à celui du 1er régiment de spahis marocains[1].